# Nijkerk
Nijkerk là một đô thị ở miền trung Hà Lan, tỉnh Gelderland.

## Các trung tâm dân cư
Achterhoek, Appel, De Veenhuis, Doornsteeg, Driedorp, Hoevelaken, Holk, Holkerveen, Kruishaar, Nekkeveld, Nijkerkerveen, Prinsenkamp, Slichtenhorst, 't Woud và Wullenhove.

## Nhân vật nổi tiếng từ Nijkerk
- Bernardus Johannes Alfrink (1900-1987), Hồng y
- Arent Van Curler (1620-1667), người sáng lập Schenectady, New York
- Christiaan Eijkman (1858-1930), người đoạt Giải Nobel
- Henri Nouwen (1932-1996), mục sư, nhà văn